# Компургация
Компургация (англ. compurgation) — снятие с себя обвинения путём принятия присяги, «очистительная клятва». Главный метод выяснения истины при рассмотрении дела в суде в валлийском праве. Обвинённый в преступлении мог поклясться в своей невиновности, а затем привести определённое число людей, готовых под присягой подтвердить его слова.
Общее право Англии использовало компургацию в течение всего Средневековья, однако в криминальном праве она существовала до периода правления Генриха II (1154—1189), когда потеряла своё значение под влиянием положений Кларендонской ассизы 1166 года. В городах Пяти портов существовала до 1528 года.
Компургация не могла применяться в качестве средства оправдания при наличии очевидных доказательств вины (англ. proof manifest) и могла применяться только при подозрении в совершении преступления.
Процесс компургации предполагал наличие соприсяжников, которые должны были повторять текст клятвы. В раннем праве их число составляло 6 или 12 человек, преимущественно родственники, за исключением клерков. С XIV века родственников заменили на друзей (англ. men of amici) или коллег по ремеслу:
- В Средневековом Лондоне приемлемым числом соприсяжников считалось 18, клятва повторялась по разу каждым из них;
- В Лондоне в XII—XIII веках при рассмотрении сложных криминальных дел необходимо наличие 36 соприсяжников — по 18 с каждого берега ручья, протекавшего по территории старого города, которых должен привести член городского совета;
- В середине XIII века в Норвиче также предполагалось наличие 36 соприсяжников по 18 с каждого берега реки города (англ. river of Norwich);
- В XIII—XIV веках в городах Пяти портов желавший оправдаться в совершении преступления (фелонии) должен самостоятельно привести 36 соприсяжников, у 12 из которых клятву отбирал епископ в церковных судах, или должностное лицо города;
- В XII—XIII в. в Лейстере и Ипсвиче в числе 32 соприсяжников обязательно должны быть 16 человек со стороны потерпевшего;
- В средневековом Фавершеме для оправдания местного жителя необходимо 2 соприсяжника, для остальных — 11[1].

Соприсяжничество в процессуальном праве Салической правды тесно связано с компургацией и используется в качестве вида доказательств, когда родственники, друзья и (или) соседи обвиняемого являются свидетелями его «доброй славы».